# Rudolph Minkowski
Rudolph Minkowski (nome de batismo: Rudolf Leo Bernhard Minkowski; 28 de maio de 1895 — 4 de janeiro de 1976) foi um astrônomo germano-estadunidense. Seu pai foi o fisiologista Oskar Minkowski e seu tio foi Hermann Minkowski.
Rudolph estudou supernovae e, em conjunto com Walter Baade, dividiu-as em duas classes (Tipo I e Tipo II) baseado em suas características espectrais. Ele e Baade também encontraram contrapartes ópticas para várias fontes de rádio.
Comandou o Levantamento Celeste do Observatório Palomar, um atlas fotográfico completo do céu do norte (até a declinação -22º) chegando à magnitude 22.
Ele co-descobriu o asteróide Apollo 1620 Geographos e também descobriu a Nebulosa Planetária M2-9.
Rudolph recebeu a Medalha Bruce em 1961. A cratera Minkowski na Lua homenageia seu tio e a ele próprio.
| 1620 Geographos | 14 de setembro de 1951 | junto com Albert George Wilson |